# Melanoseps pygmaeus
Melanoseps pygmaeus là một loài thằn lằn trong họ Scincidae. Loài này được Broadley mô tả khoa học đầu tiên năm 2006.